# At Crooked Lake
At Crooked Lake è il terzo album dei Crazy Horse, pubblicato dalla Epic Records nell'ottobre del 1972.

## Tracce
Lato A
1. Rock and Roll Band – 3:10 (Sydney Jordon)
2. Love Is Gone – 3:17 (Rick Curtis, Mike Curtis)
3. We Ride – 3:16 (Rick Curtis)
4. Outside Lookin' In – 2:06 (Greg Leroy)
5. Don't Keep Me Burning – 4:21 (Rick Curtis)

Lato B
1. Vehicle – 3:50 (Rick Curtis)
2. Your Song – 2:47 (Greg Leroy)
3. Lady Soul – 3:41 (Mike Curtis)
4. Don't Look Back – 3:31 (Rick Curtis)
5. 85 El Paso's – 5:00 (Greg Leroy)

## Musicisti
- Greg Leroy - voce, chitarra solista, chitarra bottleneck
- Michael Curtis - voce, pianoforte, organo, chitarra, mandolino
- Rick Curtis - voce, chitarra ritmica, banjo
- Billy Talbot - basso
- Ralph Molina - voce, batteria, chitarra, percussioni

Musicisti aggiunti 
- Pachico (Cristiano Pacheco) - congas (brani: A3 e B4)
- Sneaky Pete Kleinow - chitarra pedal steel (brani: B1 e B2
- Bobby Notkoff - violino (brano: B3)
- Patti Moan - accompagnamento vocale (brano: B3)